# Neoribates pterotus
Neoribates pterotus är en kvalsterart som först beskrevs av Banks 1910.  Neoribates pterotus ingår i släktet Neoribates och familjen Parakalummidae. Inga underarter finns listade i Catalogue of Life.